# 李鳴皋 (1932年)
李鳴皋（1932年11月22日—），中華民國海軍退役中將及政治人物，曾任海軍驅逐艦隊少將艦隊長、海軍總部中將督察長、海軍後勤司令部司令、海軍總部副總司令，後代表中國國民黨以全國不分區當選為第二、三、四屆立法委員。